# أرب 272
Arp 272 هي اصطدام مجري، تتبع كوكبة الجاثي. اكتشفها لويس سويفت.
"" Arp 272 "" هو زوج متفاعل من المجرات في كوكبة الجاثي ، والتي تبعد حوالي 475 مليون سنة ضوئية عن درب التبانة. مكوناته تحمل أسماء كتالوج "NGC 6050" و "IC 1179". عالم الفلك هالتون أرب قسم كتالوج المجرات غير العادية إلى مجموعات وفقًا لمعايير مورفولوجية (شكلية) بحتة. ينتمي هذا الزوج من المجرات إلى فئة الأذرع المربوطة. تم اكتشاف NGC 6050 من قبل الولايات المتحدة الفلكي لويس أ. سويفت في 27 يونيو 1886.
المجرات هي جزء من كوكبة الجاثي ، والتي هي نفسها جزء من السور الكبير [CfA2 Great Wall].

## روابط خارجية
- أرب 272 على موقع ويكي سكاي: DSS2, SDSS, GALEX, IRAS, Hydrogen α, X-Ray, Astrophoto, Sky Map, Articles and images